# Occultamento di cadavere
L'occultamento di cadavere è un delitto previsto dall'ordinamento giuridico italiano. È punito dall'articolo 412 del Codice penale italiano ed è ricompreso tra i delitti contro la pietà dei defunti, che proteggono il comune sentimento di pietà ispirato dalle spoglie umane e il generalizzato sentimento di rispetto che essi incutono.
La pena prevista per tale reato è la reclusione fino a 3 anni.